# ليونيل (اسم)
ليونيل هو اسم شخصي.

## الأشخاص
- ليونيل ميسي، لاعب كرة قدم أرجنتيني
- ليونيل أنتويرب، ابن إدوارد الثالث
- ليونيل لوغ، معالج مشاكل النطق
- ليونيل جوسبان، سياسي فرنسي
- ليونيل فرناندز، رئيس سابق لجمهورية الدومينيكان
- ليونيل روز، ملاكم أسترالي
- ليونيل روتشيلد، مصرفي وسياسي بريطاني
- ليونيل سكالوني، لاعب كرة قدم أرجنتيني
- ليونيل فايننغر، رسام ألماني أمريكي
- ليونيل أبراهامز، شاعر وروائي جنوب أفريقي
- ليونيل بونتس، مدرب كرة قدم برتغالي
- ليونيل فانجيوني، لاعب كرة قدم أرجنتيني
- ليونيل سانشيز، لاعب كرة قدم تشيلي
- ليونيل كابوني، لاعب كرة قدم فرنسي